# Uhliště
Uhliště (německy Kohlheim) je malá vesnice, část obce Chudenín v okrese Klatovy v Plzeňském kraji. Nachází se asi 2,5 kilometru jižně od Chudenína. Prochází zde silnice II/191. Uhliště je také název katastrálního území o rozloze 2,33 km².

## Název
Název vesnice je odvozen z obecného jména uhliště označujícího místo, kde se pálí nebo hromadí dřevěné uhlí. V historických pramenech se název objevuje ve tvarech: w Vhlisstich (1444), Vhlisstie (1497), Aulisstie (1641), Kolheim (1789, 1839) a Kollheim nebo Kulm (1839). Používal se také lidovým tvar Kohlum.

## Historie
První písemná zmínka o vesnici pochází z roku 1444.

## Obyvatelstvo
| Rok            | 1869 | 1880 | 1890 | 1900 | 1910 | 1921 | 1930 | 1950 | 1961 | 1970 | 1980 | 1991 | 2001 | 2011 | 2021 |
| -------------- | ---- | ---- | ---- | ---- | ---- | ---- | ---- | ---- | ---- | ---- | ---- | ---- | ---- | ---- | ---- |
| Počet obyvatel | 242  | 249  | 205  | 219  | 248  | 248  | 228  | 74   | 79   | 90   | 82   | 64   | 56   | 60   | 55   |
| Počet domů     | 36   | 36   | 35   | 38   | 39   | 39   | 42   | 24   | 27   | 22   | 22   | 27   | 29   | 32   | 33   |

## Obecní správa
Při sčítání lidu v letech 1869–1900 bylo Uhliště osadou obce Skelná Huť. Při sčítání v roce 1910 bylo obcí v okrese Klatovy, kterou zůstalo do 30. června 1975. Od 1. července 1975 je Uhliště částí obce Chudenín. Od 10.září 1950 patřila do obce Uhliště osada Dvorky a od 1.července 1960 jsou Dvorky místní částí obce Uhliště. Od 10.září 1950 do 30.června 1975 patřila do obce Uhliště také osada Svatá Kateřina.. Od 1.července 1960 je obec Uhliště pod správou Místního národního výboru v Chudeníně.

## Společnost
V roce 1994 byla obnovena poutní tradice tzv. jízdy svatého Linharta, jejíž součástí je žehnání koním u zdejšího kostela.

## Pamětihodnosti
- Kostel svatého Linharta je gotická jednolodní stavba s pravoúhlým presbytářem. Interiér byl poničen požárem roku 1934. Dochoval se soubor pěti dřevěných pozdně gotických soch světců a světic.[9] Socha Panny Marie s Ježíškem je součástí sbírek Národního muzea v Praze.[10]

## Galerie

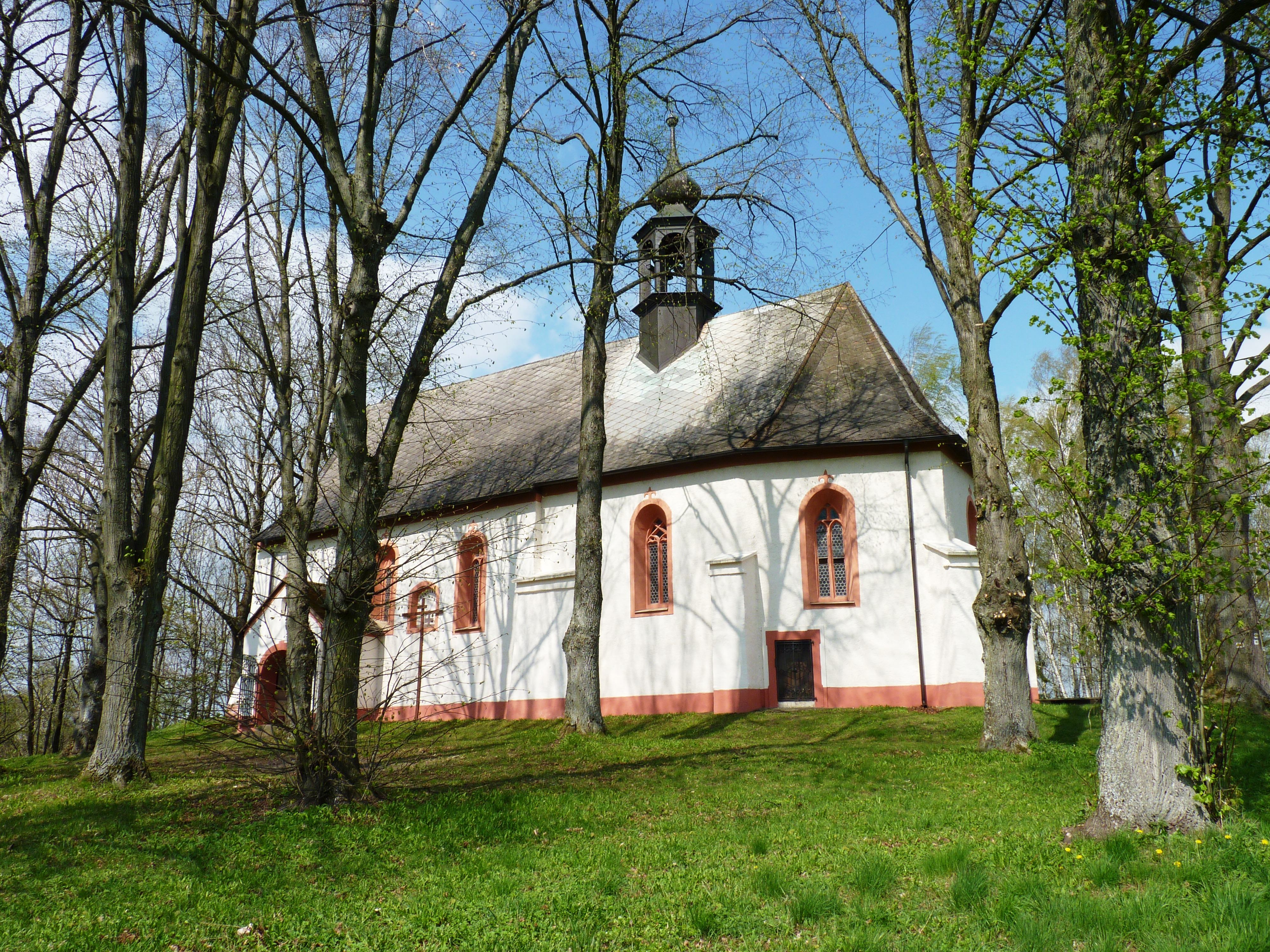
Kostel svatého Linharta
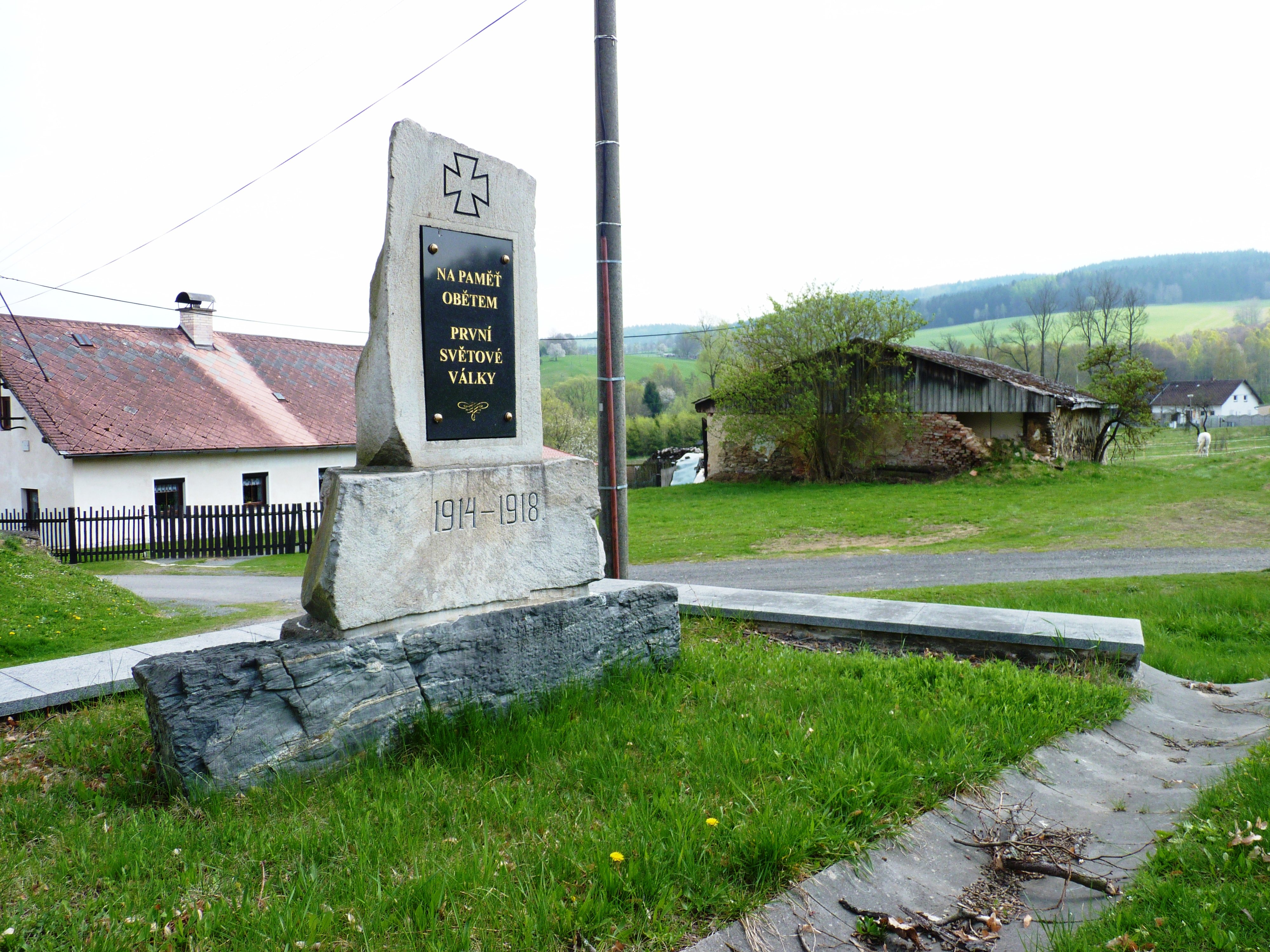
Pomník padlým
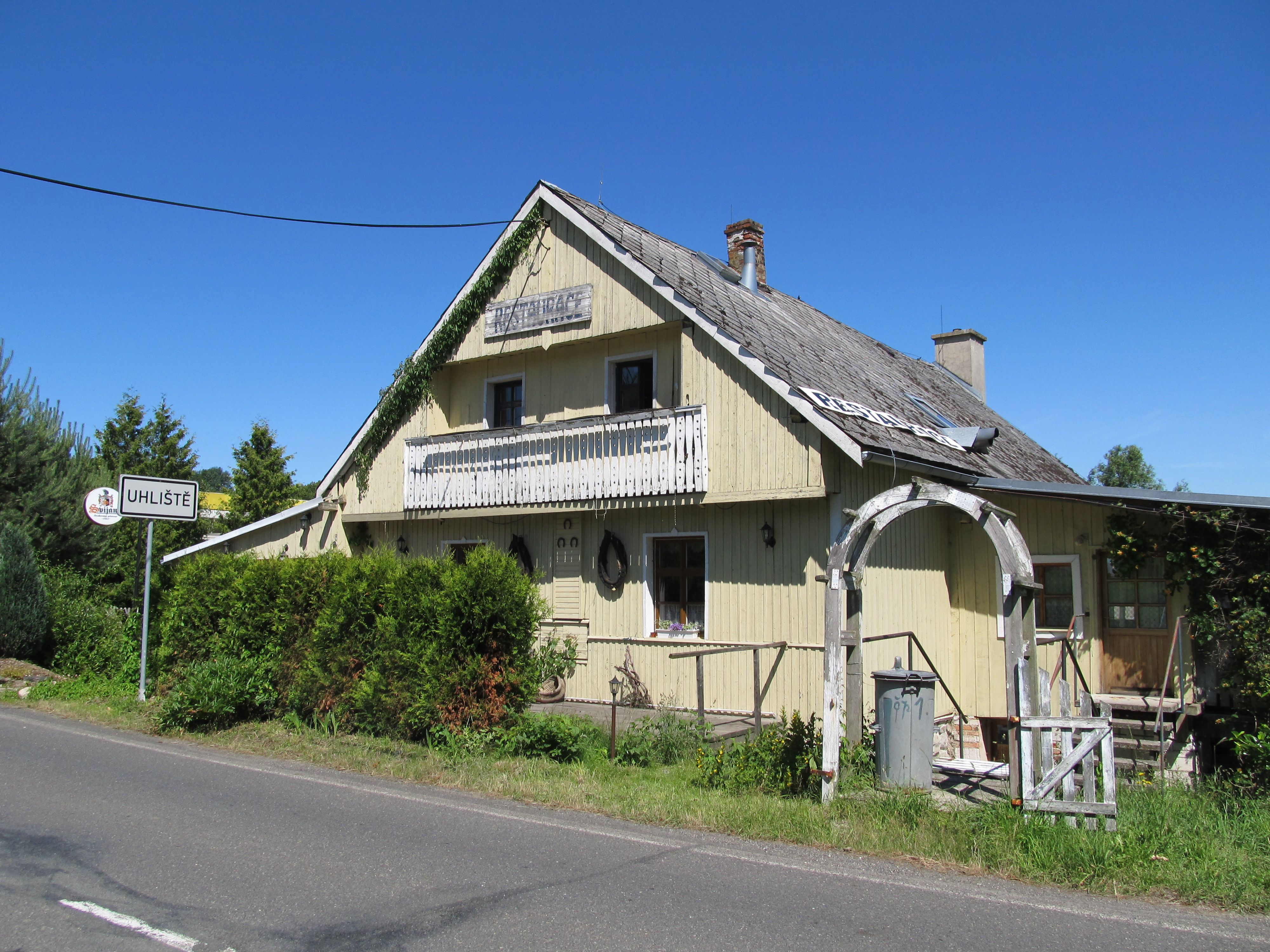
Bývalá hospoda Pod smrkem
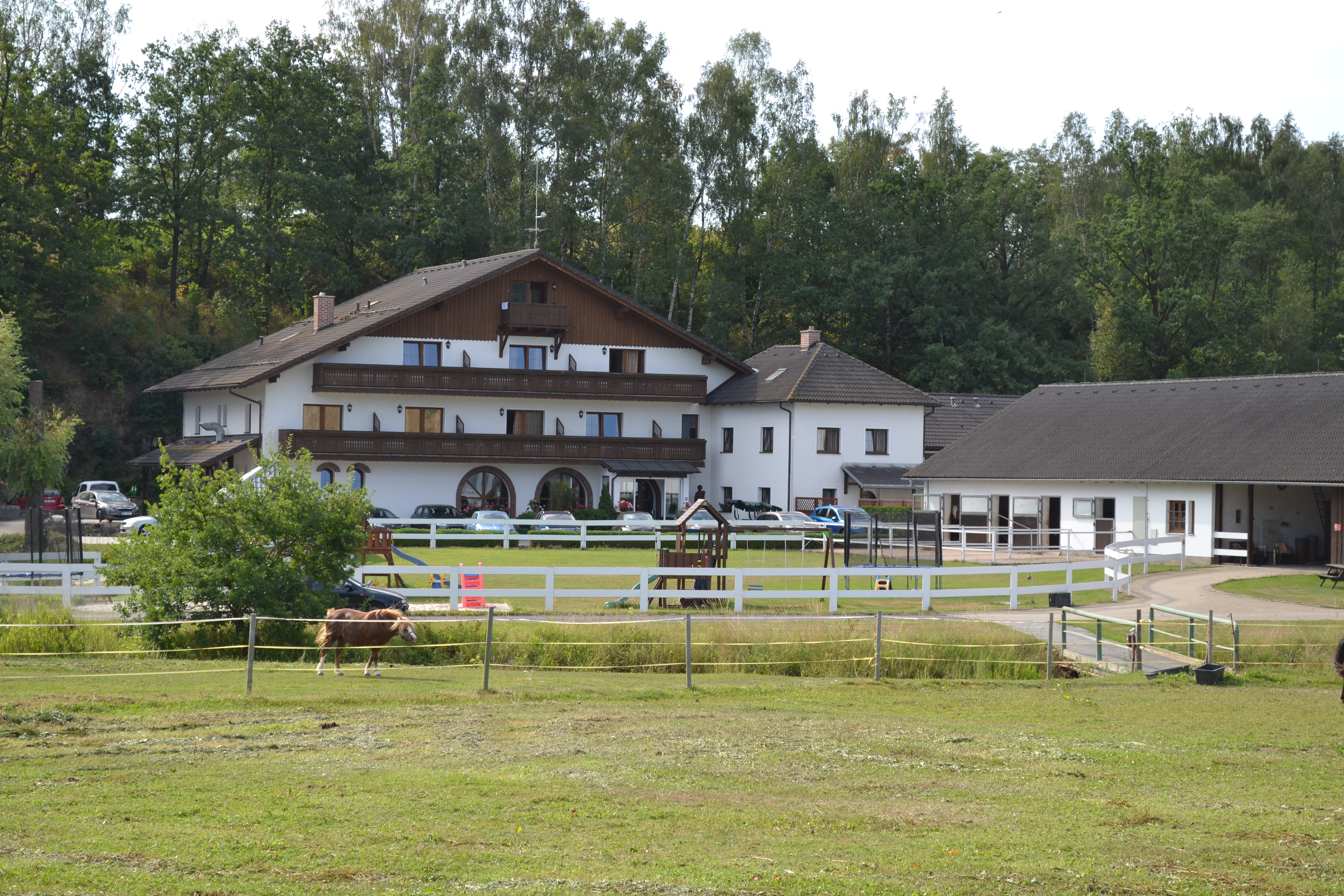
Penzion St. Leonhard